# The Firewatcher's Daughter
The Firewatcher's Daughter è il quinto album in studio della cantautrice folk rock statunitense Brandi Carlile, pubblicato nel 2015.

## Tracce
1. Wherever Is Your Heart – 3:50
2. The Eye – 3:35
3. The Things I Regret – 3:26
4. Mainstream Kid – 4:19
5. Beginning to Feel the Years – 3:08
6. Wilder (We're Chained) – 3:32
7. Blood Muscle Skin & Bone – 4:16
8. I Belong to You – 4:30
9. Alibi – 3:00
10. The Stranger at My Door – 3:42
11. Heroes and Songs – 2:47
12. Murder in the City – 2:53